# Saryaǧaš
Saryaǧaš (in kazako Сарыағаш?; in russo Сары-Агач?) è una città della regione di Turkistan con 39.900 abitanti (2014).
È situata sulle rive del Keles, lungo l'autostrada A15, non lontano dal confine tra Kazakistan e Uzbekistan e ad appena 15 km dalla capitale uzbeka Tashkent. Ottenne lo status di città nel 1945 ed è il centro amministrativo del distretto di Saryaǧaš (in russo Сарыагашский район).